# Bracon geraei
Bracon geraei är en stekelart som först beskrevs av Muesebeck 1925.  Bracon geraei ingår i släktet Bracon och familjen bracksteklar. Inga underarter finns listade.